# Kultur in Polen
Die Bewahrung des nationalen Erbes hat in Polen einen hohen Stellenwert und identitätsstiftenden Charakter.

### Mittelalter

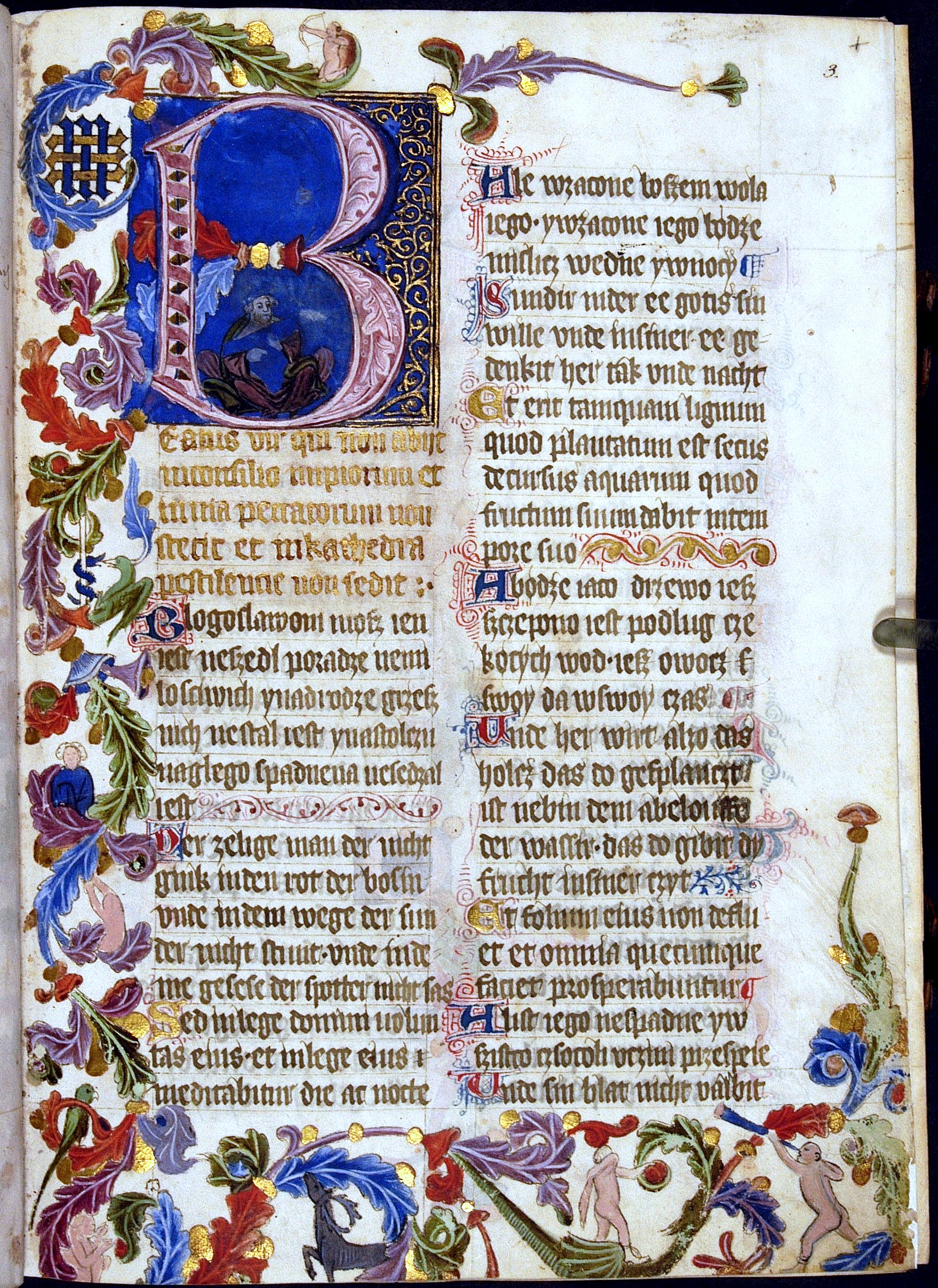
Königin Hedwig-Psalter

Das älteste erhaltene polnische Schriftstück ist das Dagome-Iudex-Regest aus dem Jahr 991. Wie fast alle polnischen Werke des Mittelalters ist es in Latein geschrieben. Zu diesen gehören vor allem die Heiligengeschichten um die Fünf Heiligen Brüder, Adalbert von Prag, Stanislaus von Krakau von Brun von Querfurt und anderen sowie die Chroniken von Gallus Anonymus, Wincenty Kadłubek, Janko z Czarnkowa, Jan Długosz und Jan Łaski sowie diverse Jahrbücher, von denen die Heiligkreuz-Jahrbücher, Annalen des Domkapitels Krakau und Posener Annalen, die bekanntesten sind. Verschollen und nur aus sekundären Quellen sind die Jordanes-Annalen bekannt, die ältesten Jahrbücher in Polen. Zu den späteren Chroniken gehört die Großpolnische Chronik.
Zu den ältesten politischen Texten gehören die Kodifizierungen von Adelsprivilegien (siehe Verfassungsgeschichte der Adelsrepublik). Das älteste erhaltene Schriftstück in teilweise polnischer Sprache ist das Stiftbuch des Klosters Heinrichau und datiert aus dem 13. Jahrhundert. Es wurde in der Klosterbibliothek des Klosters gefunden.
Zu den ältesten religiösen Texten auf Polnisch gehören die Heilig-Kreuz-Predigten, die ältesten erhaltenen Schriftstücke, die ganz auf Polnisch geschrieben wurden, der Psalter der Königin Hedwig (älteste erhaltene Bibelübersetzung ins Polnische), die Bibel der Königin Sophia, der Puławy-Psalter, der David-Psalter, der Krakauer Psalter, die erste polnische Nationalhymne Bogurodzica sowie diverse Gebete und Heiligengeschichten. Zu dem gemischt lateinischen-polnischen religiösen Liedgut gehört Gaude Mater Polonia.
1473 wurden die ersten Schriftstücke in Krakau gedruckt, wo die erste Buchdruckerei Polens entstand. Mit der 1364 gegründeten Krakauer Universität war die damalige polnische Hauptstadt das Zentrum der polnischen Literatur des Spätmittelalters. Hier wirkten Gregor von Sanok, Paweł Włodkowic, Jakob von Paradies, Stanisław von Skarbimierz, Paweł von Worczyn, Albert de Brudzewo, Jan von Ludzisko und Jan Ostroróg.
Zu der ältesten Dichtung am polnischen Königshof gehört das verschollene Epos Lied des Maur über die Heldentaten des Piotr Włostowic aus dem 12. Jahrhundert sowie das medizinische Gedicht Antipocras aus dem 13. Jahrhundert des Dominikaners Nikolaus von Polen (auch Nicholaus Polonus) (vor 1250 – nach 1316), das gegen die Medizinlehre von Hippokrates von Kos argumentiert. Beide wurden auf Latein verfasst. Im 14. und 15. Jahrhundert entstanden immer mehr Dichtung in polnischer Sprache, unter anderem Gespräch zwischen Meister Polykarp und dem Tod. 1488 wurde die welterste Dichterbruderschaft Sodalitas Litteraria Vistulana von dem Deutschen Conrad Celtis und dem Italiener Kallimachus an der Universität in Krakau gegründet.

### Renaissance

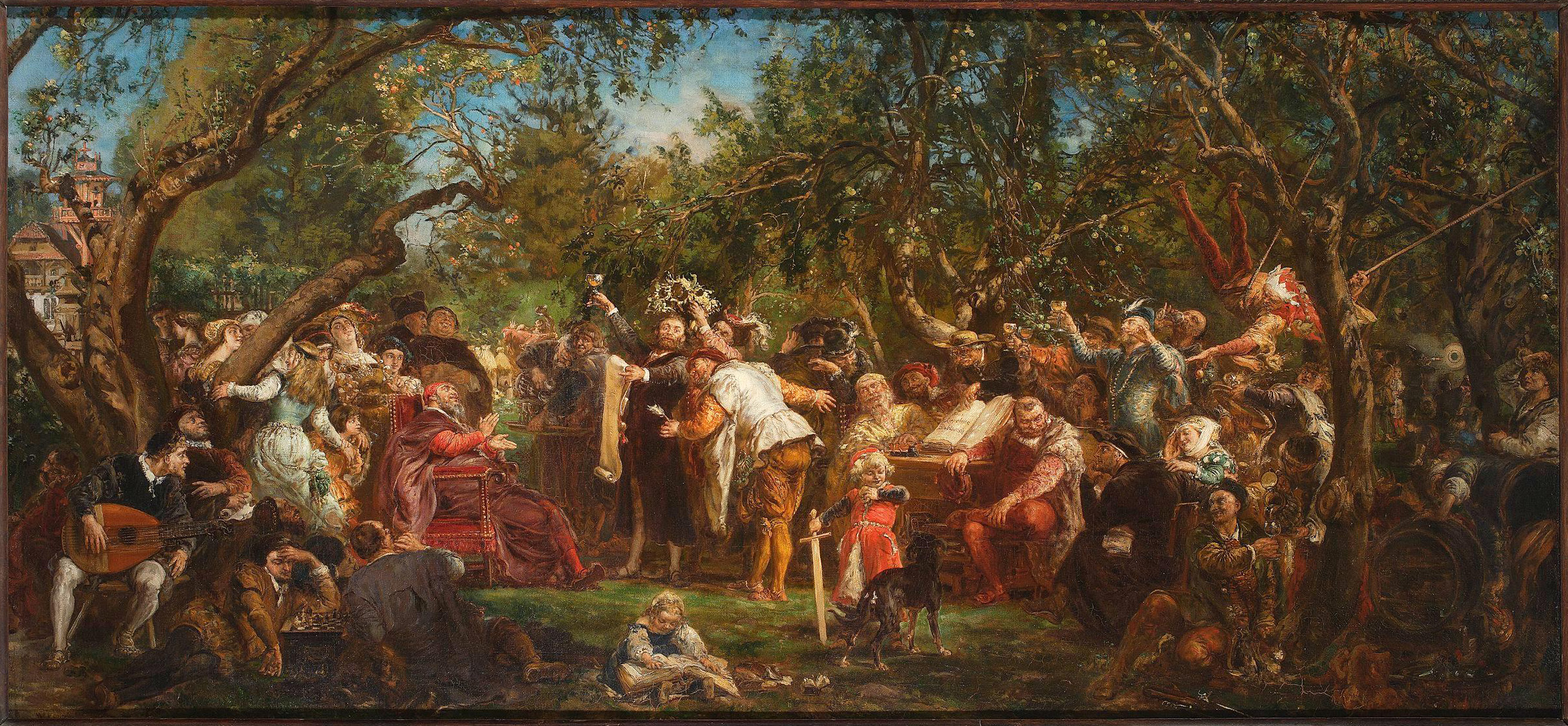
Die Babinische Republik

Die polnische Sprache setzte sich in der Renaissance durch, obwohl viele Autoren auch noch in Latein oder beiden Sprachen veröffentlichten. Der erste nur polnischschreibende Dichter war Mikołaj Rej, der als Vater der polnischen Sprache gilt. Der größte polnische Renaissancedichter war jedoch Jan Kochanowski, der mit dem ersten polnischen Drama „Die Abfertigung der griechischen Gesandten“ und zahlreichen Gedichten Weltruhm erlangte. Sein Theaterstück wurde in Warschau auf dem Sejm von 1578 bei Anwesenheit des Königspaares uraufgeführt. Andere wichtige Renaissanceschriftsteller waren Andrzej Frycz Modrzewski, Szymon Szymonowic, Andrzej Krzycki, Mikołaj Hussowski, Biernat z Lublina, Mikołaj Sęp Szarzyński und Johannes Dantiscus. Piotr Skarga und Łukasz Górnicki taten sich in der politischen Dichtung hervor, in der sie zu Reformen der Adelsrepublik drängten. Auch in der Renaissance blieb der Krakauer Königshof das Zentrum des literarischen Lebens in Polen. 1568 entstand am Königshof auf dem Wawel die Babinische Republik, eine humoristische litaratische Gesellschaft, die das Leben am Hofe im Zerrspiegel satirisch aufs Korn nahm. Während im Mittelalter vor allem Geistliche und Adelige literarisch tätig wurden, brachte die Renaissance die ersten bürgerlichen Dichter wie Sebastian Fabian Klonowic, Walenty Roździeński und Franciszek Śmiadecki in Polen hervor. Klemens Janicki galt trotz seiner bäuerlicher Herkunft als talentiertester lateinischschreibender Poet der Frührenaissance in Europa.

### Barock

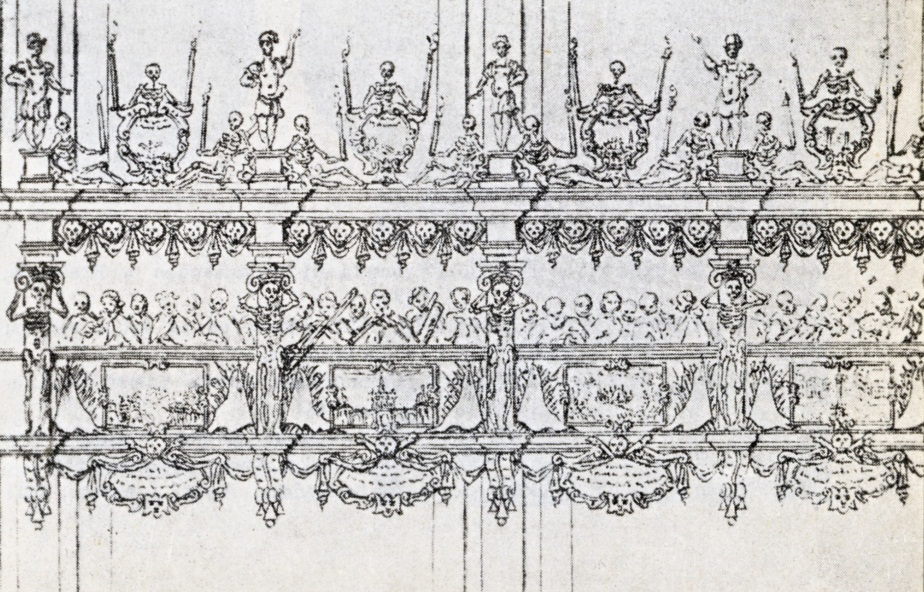
Oper im Warschauer Königsschloss nach Giovanni Battista Gisleni

Die polnische Barockliteratur lässt sich in drei Unterepochen einteilen. Die Frühphase fällt mit den letzten Jahrzehnten der Regierungszeit von Sigismund III. Wasa nach der Verlegung des Königshofs nach Warschau zusammen und ist noch stark von der Renaissance geprägt. In dieser Zeit entstand das erste Theater und die erste Oper auf dem Warschauer Königsschloss. In dieser Zeit waren insbesondere tätig: Kasper Miaskowski, Stanisław Grochowski, Sebastian Grabowiecki, Mateusz Bembus, Szymon Zimorowic sowie Piotr Kochanowski.
Die zweite Unterepoche beginnt mit dem Regierungsantritt Władysław IV. Wasa und endet mit dem Tod von Johann III. Sobieski. Dies ist vor allem die Zeit der vielen vernichtenden Kriege, die auf polnischem Boden ausgetragen wurden. Diese Epoche ist dem Motto memento mori treu und bringt im Gegensatz zum Harmoniebestreben der polnischen Renaissance die Unruhe der damaligen Zeit zum Ausdruck. Gleichzeitig ist dies die Epoche des Höhepunkts des Sarmatismus in der polnischen Literatur. Hervorzuheben sind hier die Liebesbriefe des Dichterkönigs Johann III. Sobieski an Königin Maria Kazimiera sowie die Kriegsmemoiren von Jan Chryzostom Pasek. Weitere wichtige Vertreter dieser Epoche waren Wacław Potocki, Jan Andrzej Morsztyn, Daniel Naborowski, Szymon Starowolski, Krzysztof Zawisza, Zbigniew Morsztyn, Maciej Sarbiewski, Benedykt Chmielowski sowie die Brüder Krzysztof Opaliński und Łukasz Opaliński. In dieser Zeit erschien auch die erste polnische Tageszeitung Merkuriusz Polski, die sich neben politischen auch literarischen Themen widmete.
Die dritte Unterepoche fällt mit der Regierungszeit der Wettiner August dem Starken und August III. zusammen, die auch als sächsische Nacht in der polnischen Literaturgeschichte bezeichnet wird. In dieser Zeit entstanden nur wenige bedeutende Werke, da die Wettiner die Kultur am Königshof in Warschau kaum förderten. Zu den Literaten dieser Zeit zählen Józef Baka, Jan Damascen Kaliński, Jan Skorski, Jan Stanisław Jabłonowski, Wacław Piotr Rzewuski, Wojciech Stanisław Chrościński, Elżbieta Drużbacka und Jędrzej Kitowicz. In den letzten beiden Jahrzehnten dieser Epoche kamen Schriftsteller wie Stanisław Konarski sowie der Gegenkönig Stanisław Leszczyński zu Wort, die bereits zur späteren Epoche der Aufklärung zu rechnen sind und die Reformen im Geist dieser Epoche forderten.

### Aufklärung

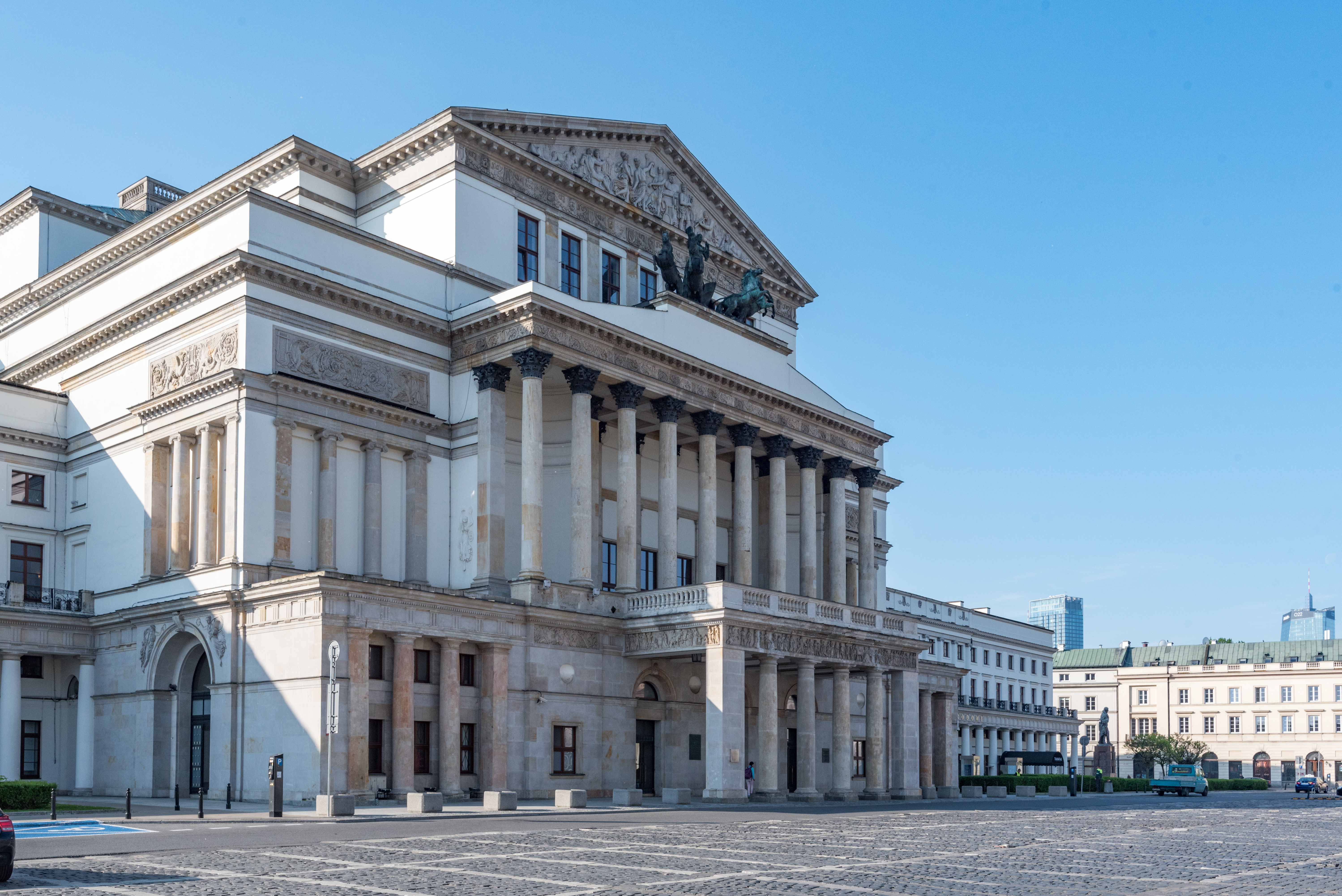
Nationaltheater Warschau

Zentrum der polnischen Aufklärung war Warschau. Keine andere Kulturepoche als die Aufklärung und Klassik hat mehr Spuren in Warschau hinterlassen. Bereits in der ersten Hälfte des 18. Jahrhunderts legten Institutionen wie die Załuski-Bibliothek, einer der ersten öffentlichen Bibliotheken Europas, und das Collegium Nobilium den Grundstein für die neue Kulturströmung. Grundsätzlich wird die Epoche der Aufklärung in der polnischen Literatur mit den Reformen in der Regierungszeit von Stanislaus Poniatowskis in der zweiten Hälfte des 18. Jahrhunderts gleichgesetzt, der die führenden Literaten seiner Zeit zu den Donnerstagmittagessen einlud. Sprachrohr der Reformbewegung waren die 1765 und 1770 gegründeten Tageszeitung Monitor und Angenehme und Nützliche Spiele. Letztere widmete sich vor allem der Poesie. 1765 wurde auch das Nationaltheater Warschau gegründet, in dem die Dramaturgen der Aufklärung ihre Stücke aufführten. Neben Poesie, Theater und Roman waren auch politische Schriften, die die Reformbemühungen des Königs unterstützten, kennzeichnend für die Epoche. Viele Schriftsteller der polnischen Aufklärung engagierten sich für die Reformen des Großen Sejm und die Verfassung vom 3. Mai 1791. Insbesondere Ignacy Krasicki, Adam Naruszewicz, Wojciech Bogusławski, Franciszek Bohomolec, Franciszek Salezy Jezierski, Franciszek Karpiński, Franciszek Dionizy Kniaźnin, Hugo Kołłątaj, Stanisław Konarski, Julian Ursyn Niemcewicz, Stanisław Staszic, Stanisław Trembecki und Franciszek Zabłocki sind hier zu nennen.

### Romantik

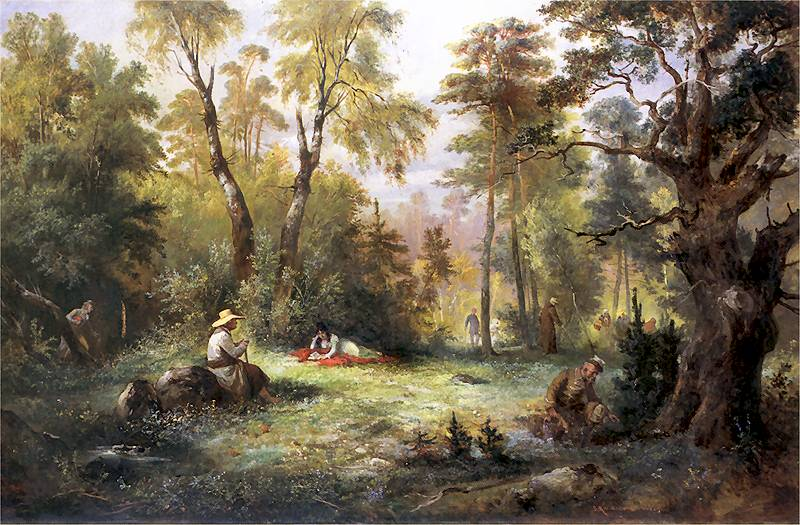
Nationalepos Pan Tadeusz

Nach der letzten Teilung Polens entstanden zwei gegensätzlich poetische Richtungen, die Klassik und die Romantik. Das Jahr 1822, als Adam Mickiewicz seinen ersten Gedichtband herausbrachte, gilt als endgültiger Sieg von letzterer. Damit entwickelte sich die Romantik in Polen ein Vierteljahrhundert später als im restlichen Europa, war dafür aber intensiv und begründete die bedeutende polnische Lyrik. Die polnische Romantik, die in der Zeit zwischen dem Novemberaufstand 1830 und Januaraufstand 1863 ihren Zenit erreichte, hat sehr viele Poeten hervorgebracht. Viele der polnischen Literaten der Romantik kamen dabei aus Polnischen Osten, der heute zu Litauen, Weißrussland und der Ukraine gehört. Neben Mickiewicz allen voran Juliusz Słowacki, Zygmunt Krasiński und Cyprian Kamil Norwid. Nicht unerwähnt bleiben dürfen aber auch Stanisław Bogusławski, Adam Jerzy Czartoryski, Aleksander Fredro, Klementyna Hoffmanowa, Józef Ignacy Kraszewski, Wincenty Pol, Henryk Rzewuski, Kornel Ujejski, Feliks Bernatowicz, Ryszard Berwiński, Leszek Dunin-Borkowski, Józef Dunin-Borkowski, Kazimierz Brodziński, Antoni Czajkowski, Michał Czajkowski, Jan Czeczot, Franciszek Salezy Dmochowski, Józef Bohdan Dziekoński, Gustaw Ehrenberg, Stefan Garczyński, Antoni Gorecki, Seweryn Goszczyński, Józef Ignacy Kraszewski, Teofil Lenartowicz, Jadwiga Łuszczewska, Antoni Malczewski, Zygmunt Miłkowski, Maurycy Mochnacki, Mieczysław Romanowski, Lucjan Siemieński, Wincenty Stroka, Władysław Syrokomla, Maria Wirtemberska, Józef Bohdan Zaleski und Narcyza Żmichowska. Eines der Leitmotive der polnischen Romantik war die Wiedererlangung der Unabhängigkeit und den Umsturz der Ordnung des Wiener Kongresses auf dem Weg eines Gesamtpolnischen Aufstandes gegen die Teilungsmächte, gegebenenfalls im Rahmen eines Gesamteuropäischen Weltkrieges der Teilungsmächte gegeneinander. Oft wurde dabei die Erlangung der Unabhängigkeit Polens während des kurzlebigen Herzogtum Warschau sowie Napoleons Russlandfeldzug 1812 thematisiert, so zum Beispiel in Mickiewiczs Nationalepos Pan Tadeusz. Viele Literaturkritiker sehen in der polnischen Romantik die Epoche, die die polnische Kultur am meisten beeinflusst hat und am meisten auf die anderen Richtungen einwirkte.

### Positivismus

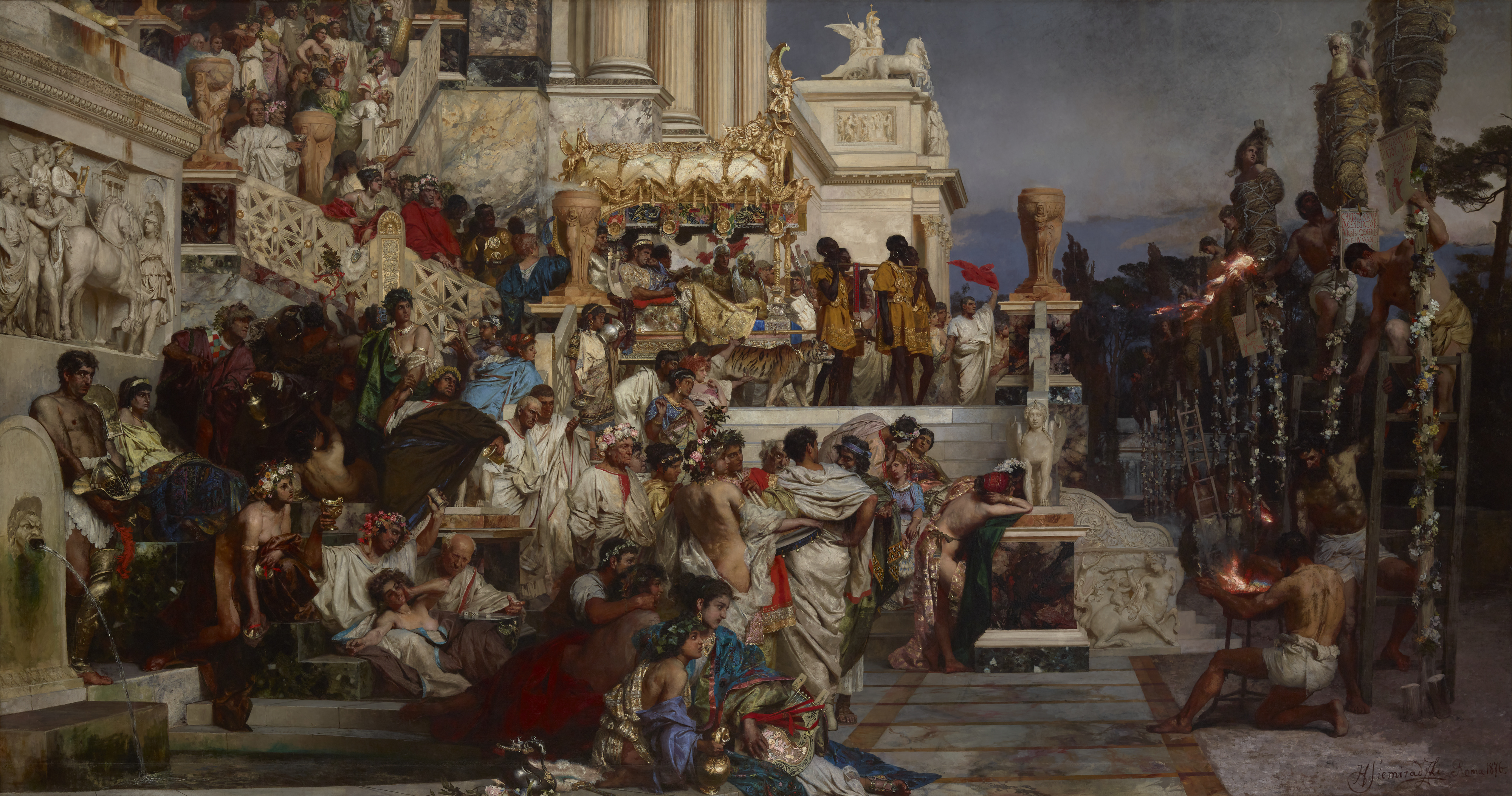
„Fackeln des Nero“ als Inspiration für „Quo vadis“

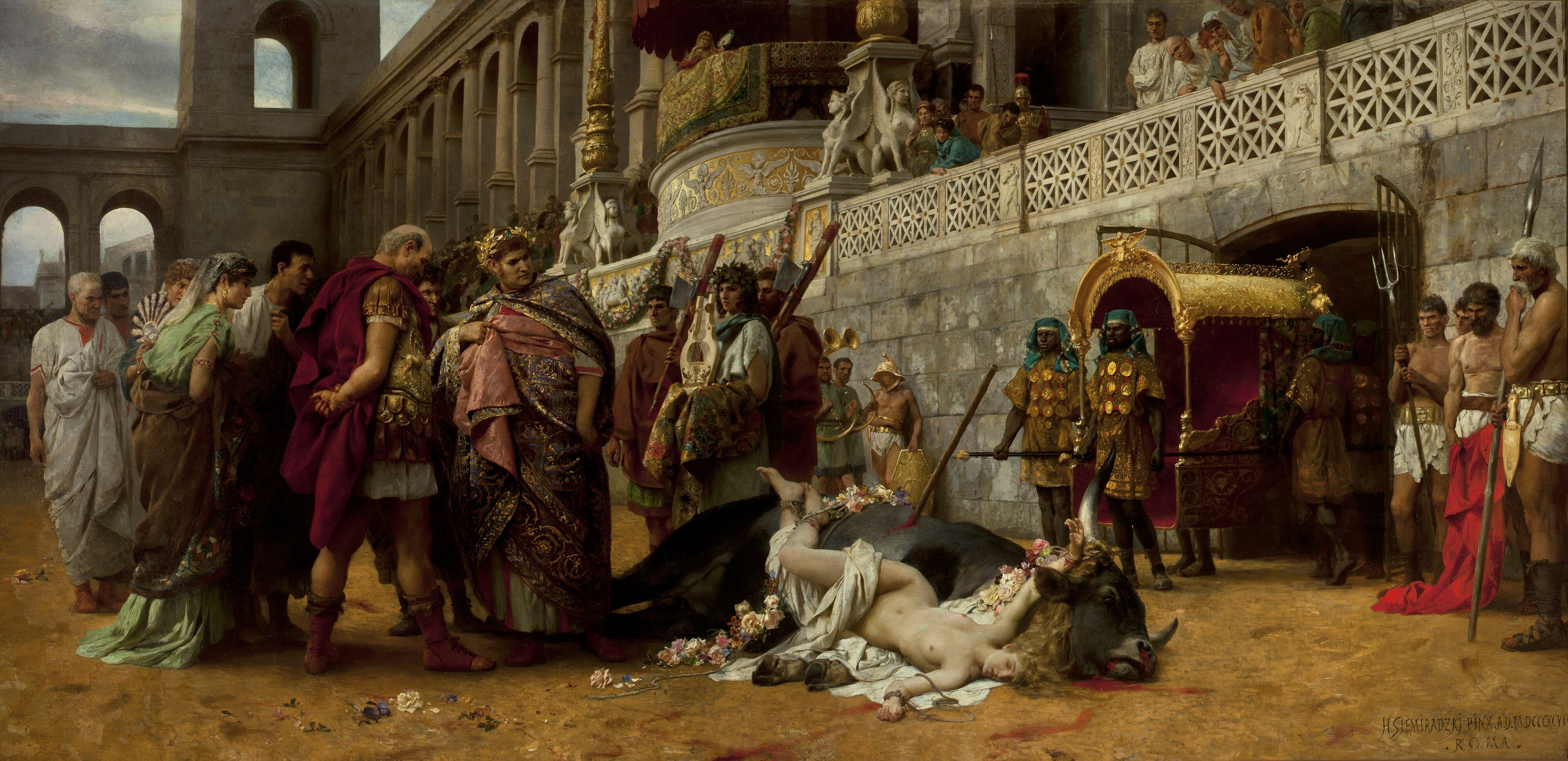
„Eine christliche Dirke“ inspiriert von „Quo vadis“

Nach der Niederschlagung des Januaraufstandes 1864 kam die Erkenntnis auf, dass man die Eigenstaatlichkeit nicht in naher Zukunft durch einen Aufstand gegen die Teilungsmächte erringen wird können. Die junge Generation der polnischen Schriftsteller wandte sich daher vom Romantismus ab und suchte andere Wege, die polnische Sache zu fördern. Diese Epoche, die bis zum Ende des 19. Jahrhunderts dauerte wird als die Zeit des Positivismus bezeichnet. Als endgültiger Wendepunkt vom Romantismus zum Positivismus und gleichzeitig Höhepunkt des ideologischen Konflikts zwischen alter und junger Schriftstellergeneration wird Aleksander Świętochowskis Artikel „Wir und Ihr“ angesehen, in dem er die Grundthesen des Positivismus darlegte. Insbesondere setzte man auf eine möglichst weitreichende Autonomie, so in Galizien nach dem ungarisch-österreichischen Ausgleich 1867, Industrialisierung, Bildung und Wohlfahrtseinrichtung für die unteren Bevölkerungsschichten. Der Positivismus ist auch als Widerstandsbewegung gegen Bismarcks Kulturkampf zu verstehen, der insbesondere in Großpolen auch ein Kampf gegen das polnische Nationalbewusstsein war. Für die Literaten dieser Epoche waren auch die Integration ethnischer und nationaler Minderheiten und die Gleichberechtigung der Frauen von Bedeutung. Zum ersten Mal in der polnischen Literaturgeschichte bildeten Frauen eine große Anzahl an erfolgreichen Schriftstellerinnen. Die wichtigsten Autoren dieser Zeit kamen aus Kongresspolen, dem Teilungsgebiet, in dem der Januaraufstand stattgefunden hat. Hierbei wird der Warschauer Positivismus oft als ein eigenes Kulturphänomen betrachtet, der sich von dem Gesamtpolnischen Positivismus unterschied. Die Dichtung spielte im Positivismus eine geringere Rolle. Die Literaten versuchten vor allem in der Prosa, insbesondere im realistischen Roman und im Drama ihrem Anliegen Ausdruck zu verleihen.
Als wichtigste Romanautoren des Positivismus gelten Eliza Orzeszkowa, Bolesław Prus und insbesondere Henryk Sienkiewicz, der als erster Pole und einer der ersten Schriftsteller überhaupt den Nobelpreis für Literatur erhielt. Entscheidend hierfür war sein opus magnum Quo vadis, das bereits vor dem Ersten Weltkrieg zweimal verfilmt wurde. Inspiriert wurde Sienkiewicz von Henryk Siemiradzki Bild „Die Fackeln des Nero“, den wiederum Quo vadis zu seinem Werk „Eine christliche Dirke“ inspirierte. Andere wichtige Romane der Epoche waren die Trilogie Mit Feuer und Schwert, Sintflut und Pan Wołodyjowski sowie Die Kreuzritter und Na marne von Henryk Sienkiewicz als auch Puppe und Pharao von Bolesław Pruss sowie An der Memel von Eliza Orzeszkowa. Andere wichtige Romanautoren waren Maria Konopnicka, Adolf Dygasiński, Ludwika Godlewska, Wiktor Gomulicki, Maria Rodziewiczówna, Antoni Sygietyński, Aleksander Świętochowski und Gabriela Zapolska. Wichtige Vertreter des Positivismus in der Lyrik waren Adam Asnyk, Maria Ilnicka, Felicjan Faleński, Aleksander Michaux und Wacław Rolicz-Lieder. Zur Entwicklung des positivistischen Theater haben insbesondere beigetragen Michał Bałucki, Józef Bliziński, Edward Lubowski, Józef Narzymski, Zygmunt Sarnecki, Józef Szujski, Aleksander Świętochowski und Kazimierz Zalewski.

### Junges Polen

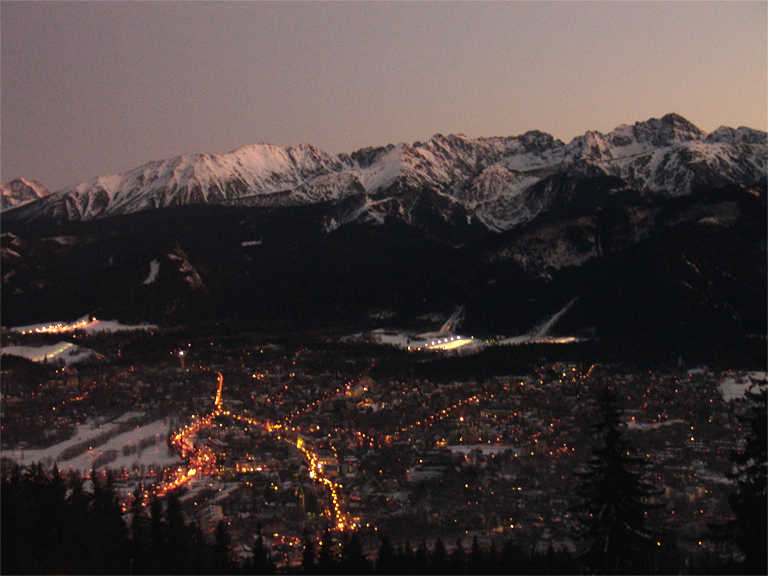
Literatenenklave Zakopane

Als Gegenreaktion auf den Positivismus entstand um 1890 eine neue Kulturströmung, die sich auf die Romantik zurückbesann und sich Junges Polen nannte. Die Jungen Polen lehnten den Positivismus als Philistertum ab. Während die Positivisten vor allem in Warschau und Kongresspolen einflussreich waren, wurde Galizien, insbesondere Krakau und die neue Künstler- und Literaturhochburg Zakopane, das Zentrum der Jungen Polen. Dort ließen sie sich von der Folklore der Góralen und dem Zakopane-Stil beeinflussen. Die Schriftsteller des Jungen Polens gehörten der in den 1860er und 1870er Jahren geborenen Generation an. Kennzeichnend für diese Epoche war der Kulturpessimismus und eine gewisse Dekadenz. Viele Literaten dieser Zeit experimentierten mit Alkohol, insbesondere Absinth, und anderen Drogen, weshalb auch viele jung verstarben. Das Junge Polen zeichnete sich durch eine dem Symbolismus folgende Mystifizierung der Wirklichkeit aus. Das wichtigste Werk ist Wyspiańskis „Hochzeit“. Zu den wichtigsten Dichtern des Jungen Polens gehörten Bogusław Adamowicz, Tadeusz Boy-Żeleński, Mateusz Sabat, Wacław Berent, Stanisław Brzozowski, Stanisław Korab-Brzozowski, Wincenty Korab-Brzozowski, Zdzisław Dębicki, Jan Kasprowicz Zygmunt Kawecki, Jan August Kisielewski, Antoni Lange, Jan Lemański, Bolesław Leśmian, Ignacy Maciejowski, Józef Mączka, Zofia Trzeszczkowska, Tadeusz Miciński, Antoni Mueller, Andrzej Niemojewski, Franciszek Henryk Nowicki, Władysław Orkan, Artur Oppman, Bronisława Ostrowska, Włodzimierz Perzyński, Franciszek Mirandola, Kazimierz Przerwa-Tetmajer, Zenon Przesmycki, Stanisław Przybyszewski, Władysław Reymont, Tadeusz Rittner, Wacław Rolicz-Lieder, Lucjan Rydel, Wacław Sieroszewski, Edward Słoński, Leopold Staff, Ludwik Maria Staff, Wincenty Stroka, Ludwik Szczepański, Maryla Wolska, Wacław Wolski Stanisław Wyrzykowski, Gabriela Zapolska, Stefan Żeromski, Jerzy Żuławski und Stanisław Wyspiański.

### Zwischenkriegszeit

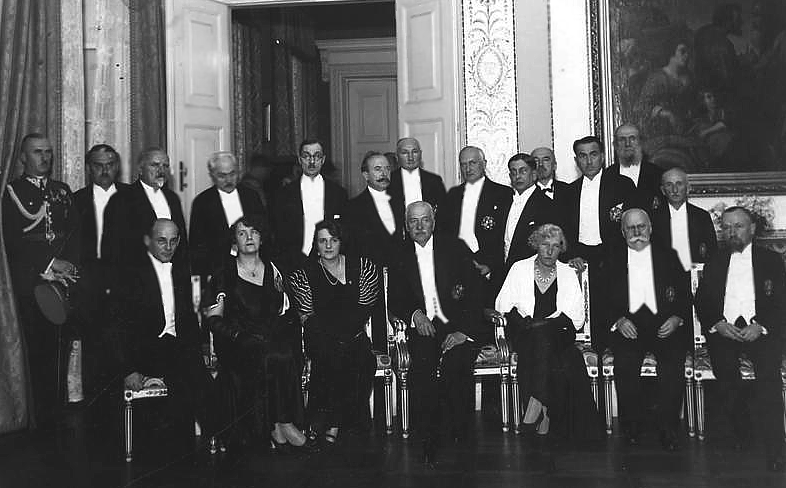
PEN-Club mit Präsident Mościcki

In der Zwischenkriegszeit hatte Polen eine Reihe von hervorragenden Literaten, die in verschiedenen Richtungen experimentierten und verschiedene Dichtervereinigungen, wie zum Beispiel Skamander, Grüner Ballon, bildeten. Zu diesen gehörten Jan Brzechwa, Zofia Charszewska, Józef Czechowicz, Maria Dąbrowska, Albin Dziekoński, Bruno Jasieński, Witold Gombrowicz, Jarosław Iwaszkiewicz, Maria Kuncewiczowa, Jan Lechoń, Bolesław Leśmian, Józef Mackiewicz, Kornel Makuszyński, Antoni Marczyński, Czesław Miłosz, Stanisław Młodożeniec, Zofia Nałkowska, Maria Pawlikowska-Jasnorzewska, Julian Przyboś, Bruno Schulz, Antoni Słonimski, Andrzej Strug, Julian Tuwim, Stanisław Ignacy Witkiewicz (Witkacy) Aleksander Wat, Kazimierz Wierzyński und Stefan Żeromski. Władysław Reymont erhielt 1924 für seinen Roman „Die Bauern“ den Nobelpreis für Literatur. 1920 wurde in Warschau der Polnische Literatenbund, 1922 die Krakauer Avantgarde, 1924 der Polnische PEN-Club und 1933 die Polnische Literaturakademie gegründet.
Während des Zweiten Weltkrieges schuf die junge Generation der sogenannten Generation Kolumbus, auch Generation 1920 genannt. Zu deren Vertreter gehörten Jan Józef Szczepański, Gustaw Herling-Grudziński, Anna Kamieńska, Lech Bądkowski, Krzysztof Kamil Baczyński, Zdzisław Stroiński, Roman Bratny, Witold Zalewski, Tadeusz Różewicz, Tadeusz Borowski, Tadeusz Gajcy, Andrzej Trzebiński, Bohdan Czeszko und Józef Hen, die zum großen Teil sehr jung starben und diese Vorahnung in ihren Gedichten thematisierten. Alle von ihnen wurden um das Jahr 1920 geboren und legten um 1939 das Abitur ab, viele von ihnen im Warschauer Aufstand 1944. Der Name Generation Kolumbus geht auf den Roman Kolumbowie. Rocznik 20 von Roman Bratny zurück und ist dahin gehend zu verstehen, dass die um 1920 geborene Dichtergeneration während des Zweiten Weltkriegs Erfahrungen machen musste, die keine Generation vor ihnen gemacht hat.

### Nachkriegszeit

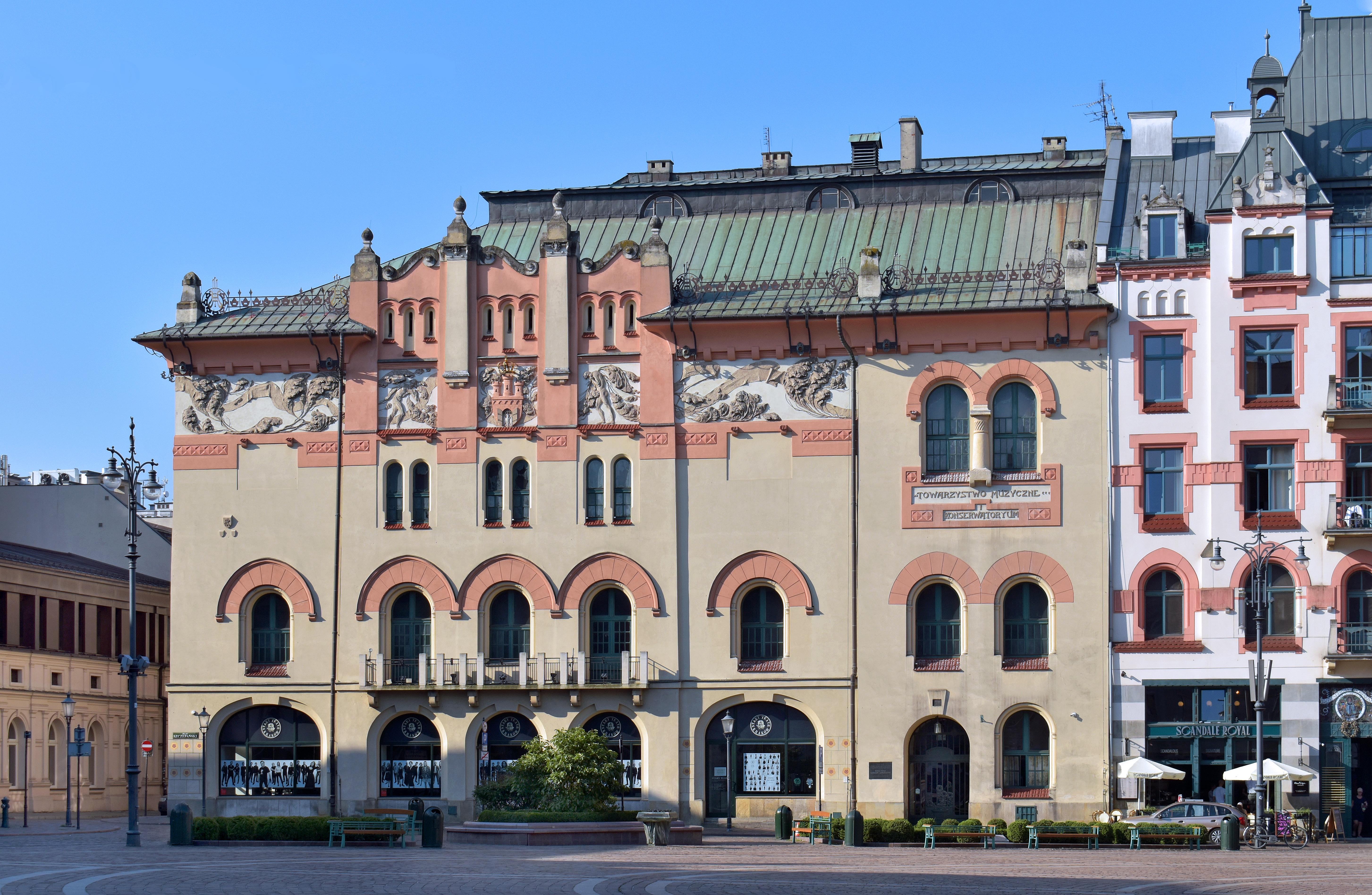
Krakauer Altes Theater

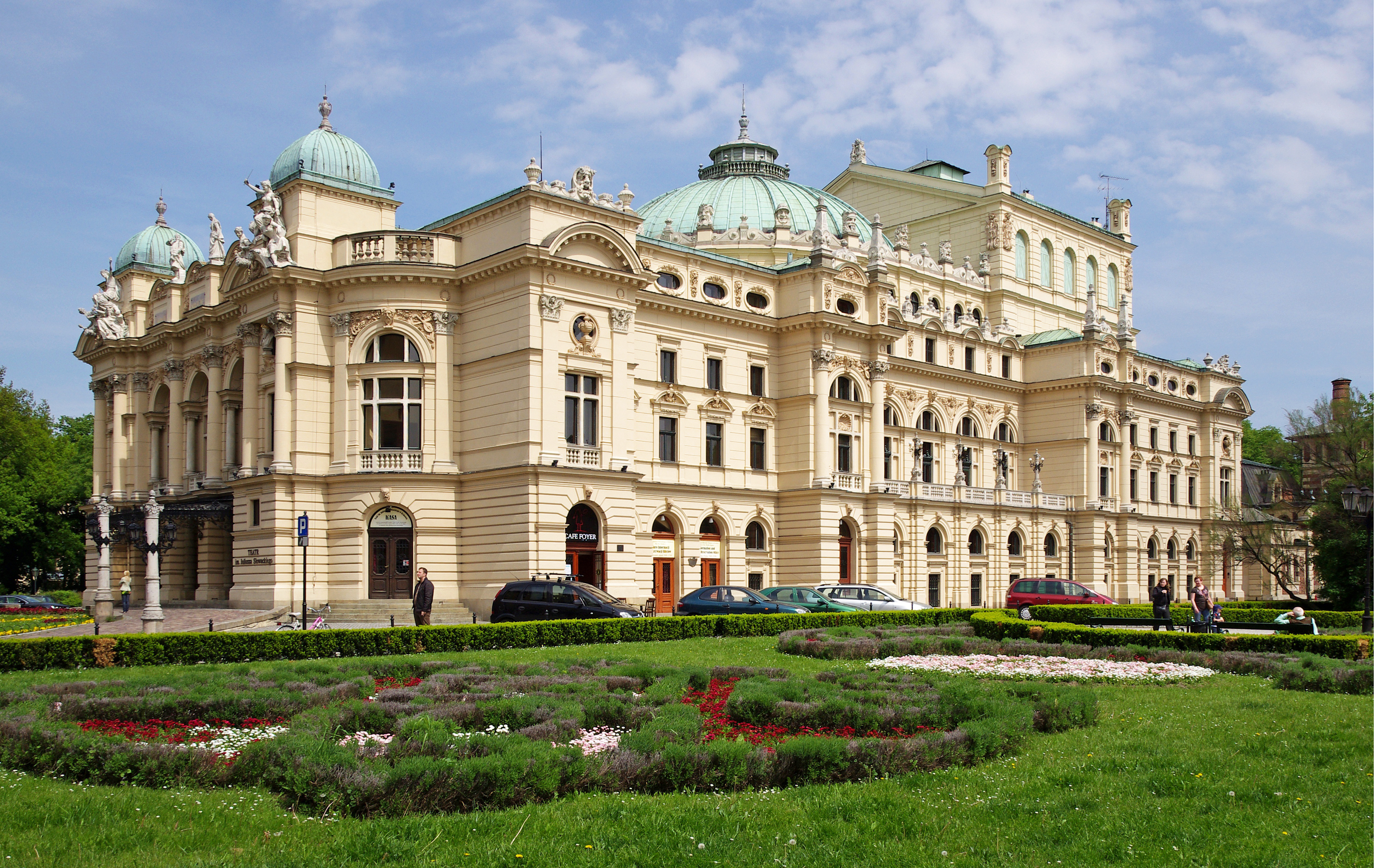
Krakauer Słowacki-Theater

Die polnische Nachkriegsliteratur ist sehr mannigfaltig. Sie reicht vom Sozrealismus Jerzy Andrzejewskis bis zur Science Fiction Stanisław Lems. Zunächst war Hauptthema die Verarbeitung des Zweiten Weltkrieges, später wandten sich die Kulturschaffenden der neuen Wirklichkeit zu. Dabei muss zwischen den Schriftstellern unterschieden werden, die aufgrund des Zweiten Weltkriegs (Londoner Exilregierung, Pariser Kultura, Zwangsarbeiter, Displaced Persons, Mitglieder der polnischen Streitkräfte im Westen etc.) sich im westlichen Ausland befanden, und denen, die sich im sowjetisch besetzten Polen wiederfanden. Im Stalinismus waren keine systemkritische Werke in Polen möglich. Unabhängige polnische Literatur konnte nur im Westen erscheinen, unter anderem Gustaw Herling-Grudzińskis „Welt ohne Erbarmen“ über die sowjetischen Gulags. Viele bedeutende Vorkriegsschriftsteller wie Julian Tuwim oder Jan Brzechwa begannen Lobeshymnen auf Stalin zu dichten andere wählten die innere Emigration. Den Tiefpunkt erreichten die Literaten der Stalinzeit, unter anderem die spätere Literaturnobelpreisträgerin Wisława Szymborska, in dem Beschluss der Polnischen Literaten in Krakau von 1953, in dem sie Vollstreckung der Todesstrafen des Schauprozesses gegen die Bischöfe der Krakauer Kurie verlangten. Die Aufarbeitung der stalinistischen Literaten erfolgte erst nach Stalins Tod unter anderem in dem Band „Verführtes Denken“ des Literaturnobelpreisträgers Czesław Miłosz oder „Heimschande“ von Jacek Trznadel durch Schriftsteller, die ins Ausland emigriert waren. Erst in der Zeit des Tauwetters wagten es die daheim gebliebenen Schriftsteller, die neue Wirklichkeit zu kritisieren, so zum Beispiel im Brief der 34 an den Premierminister Józef Cyrankiewicz.
Wichtige Vertreter der Nachkriegsliteratur sind Witold Gombrowicz, Sławomir Mrożek, Jerzy Andrzejewski, Miron Białoszewski, Kazimierz Brandys, Marian Brandys, Ernest Bryll, Konstanty Ildefons Gałczyński, Zbigniew Herbert, Marek Hłasko, Kazimiera Iłłakowiczówna, Jarosław Iwaszkiewicz, Mieczysław Jastrun, Stanisław Jerzy Lec, Jan Lechoń, Ewa Lipska, Stefan Kisielewski, Zofia Kossak-Szczucka, Leon Kruczkowski, Tadeusz Nowakowski, Jan Parandowski, Sergiusz Piasecki, Julian Przyboś, Tadeusz Różewicz, Andrzej Szczypiorski, Władysław Lech Terlecki, Jan Twardowski, Ryszard Kapuściński, Leszek Kołakowski, Halina Poświatowska, Jerzy Prokopiuk, Tadeusz Różewicz, Antoni Słonimski, Jan Józef Szczepański, Leopold Tyrmand, Jan Twardowski, Adam Ważyk, Józef Wittlin und Kazimierz Wierzyński sowie auch der als Papst Johannes Paul II. bekannte Karol Wojtyła.
Zu den wichtigsten Bühnen im Nachkriegspolen gehörten die drei Krakauer Theater Altes Theater Helena Modrzejewska, Juliusz-Słowacki-Theater und Tadeusz Kantors absurdes Theater Cricot 2 sowie die Warschauer Bühnen Musiktheater Roma, Nationaltheater und Großes Theater.

### Nach 1989
In den letzten Jahren machen vor allem Stefan Chwin, Paweł Huelle, Dorota Masłowska, Jerzy Pilch, Andrzej Stasiuk, Marcin Świetlicki, Olga Tokarczuk und Krzysztof Varga auf sich aufmerksam.
Es gibt in Polen etwa 330 Verlage und über 18.000 Buchneuerscheinungen pro Jahr.

### Literaturnobelpreisträger

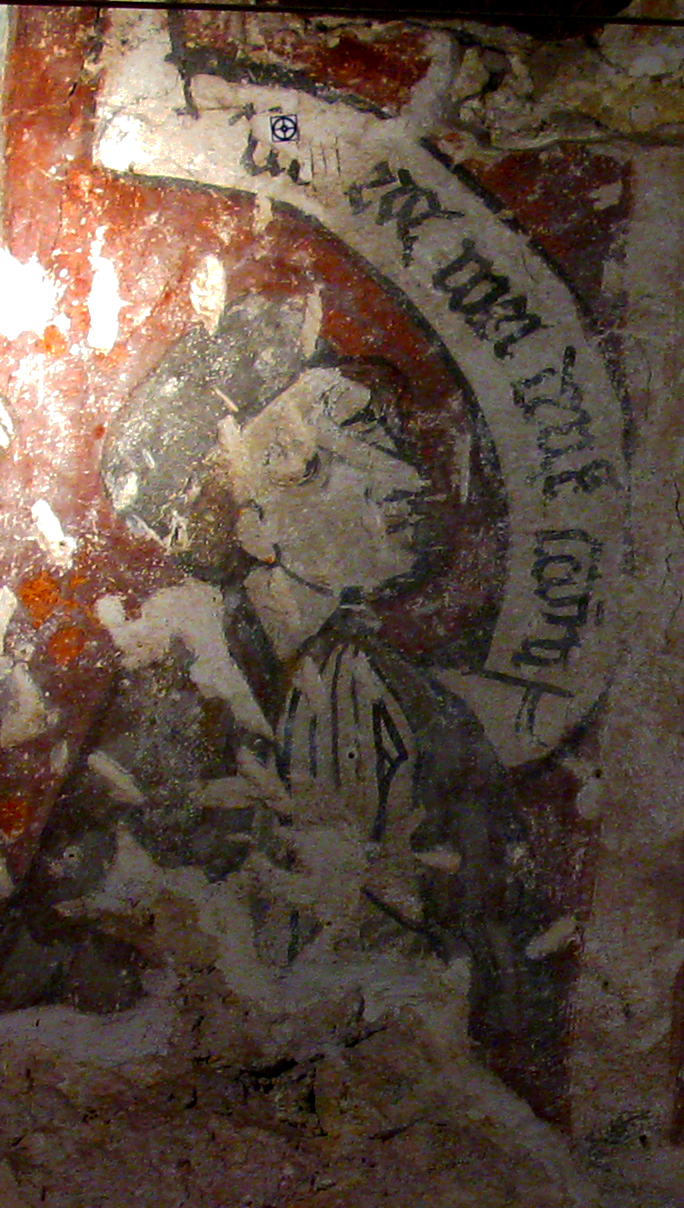
Jan Długosz
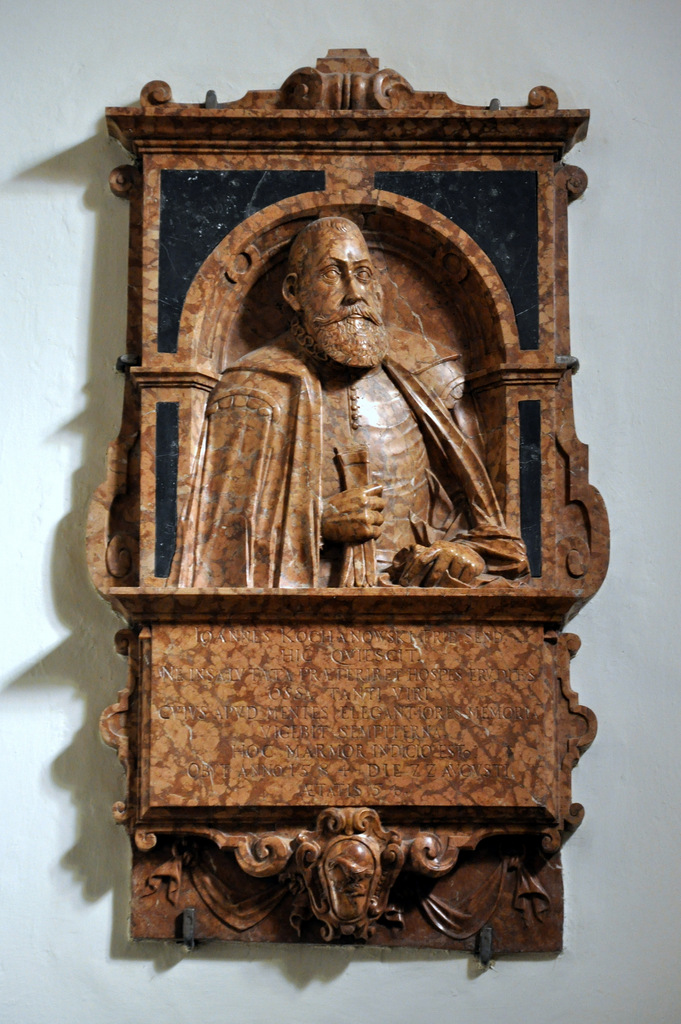
Jan Kochanowski
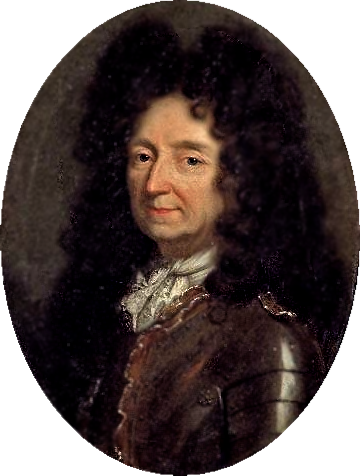
Jan Andrzej Morsztyn
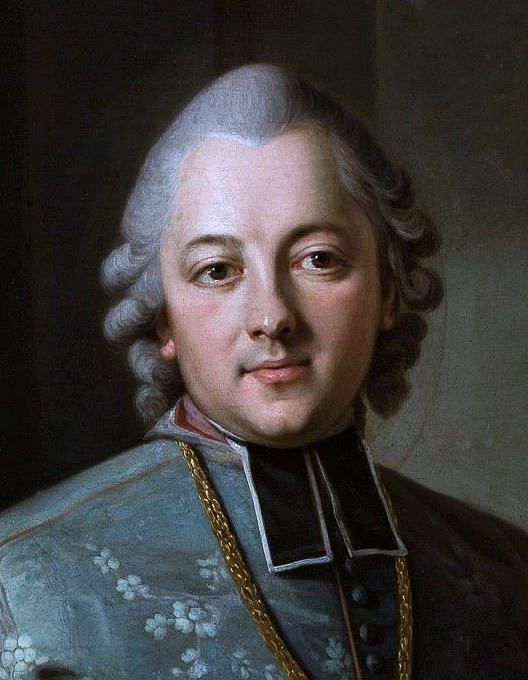
Ignacy Krasicki
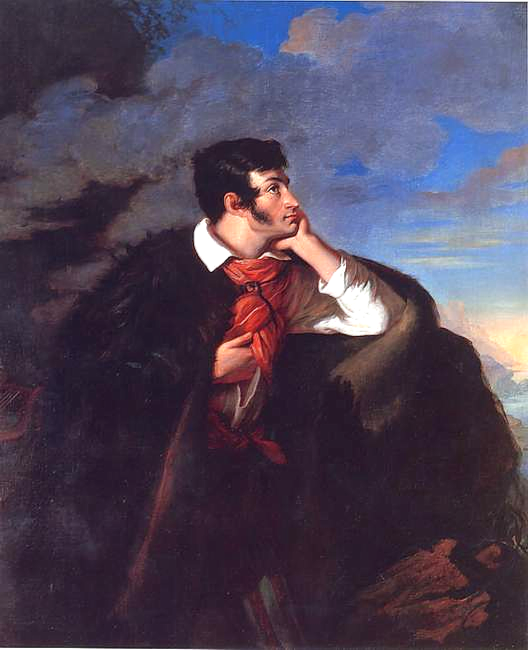
Adam Mickiewicz
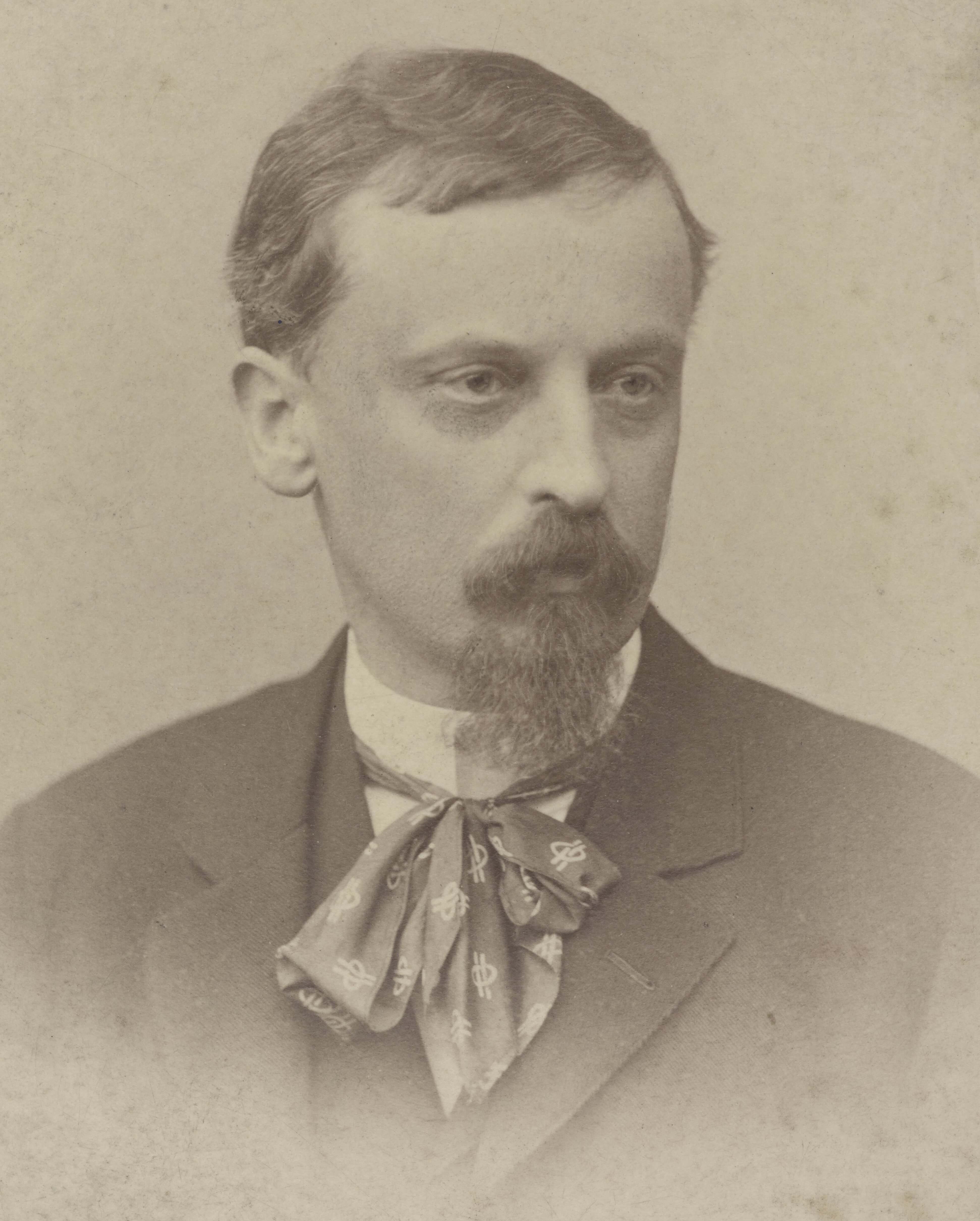
Henryk Sienkiewicz
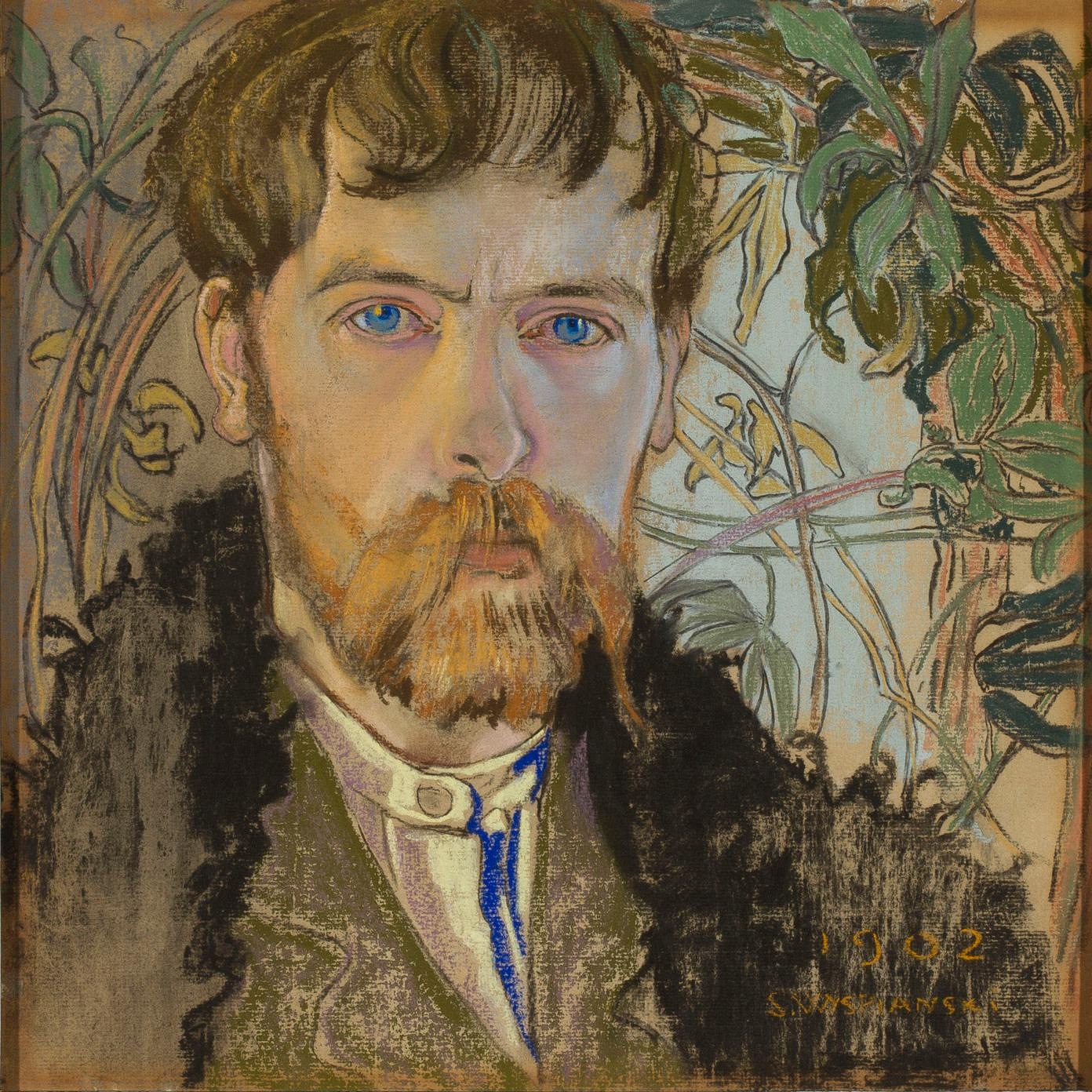
Stanisław Wyspiański
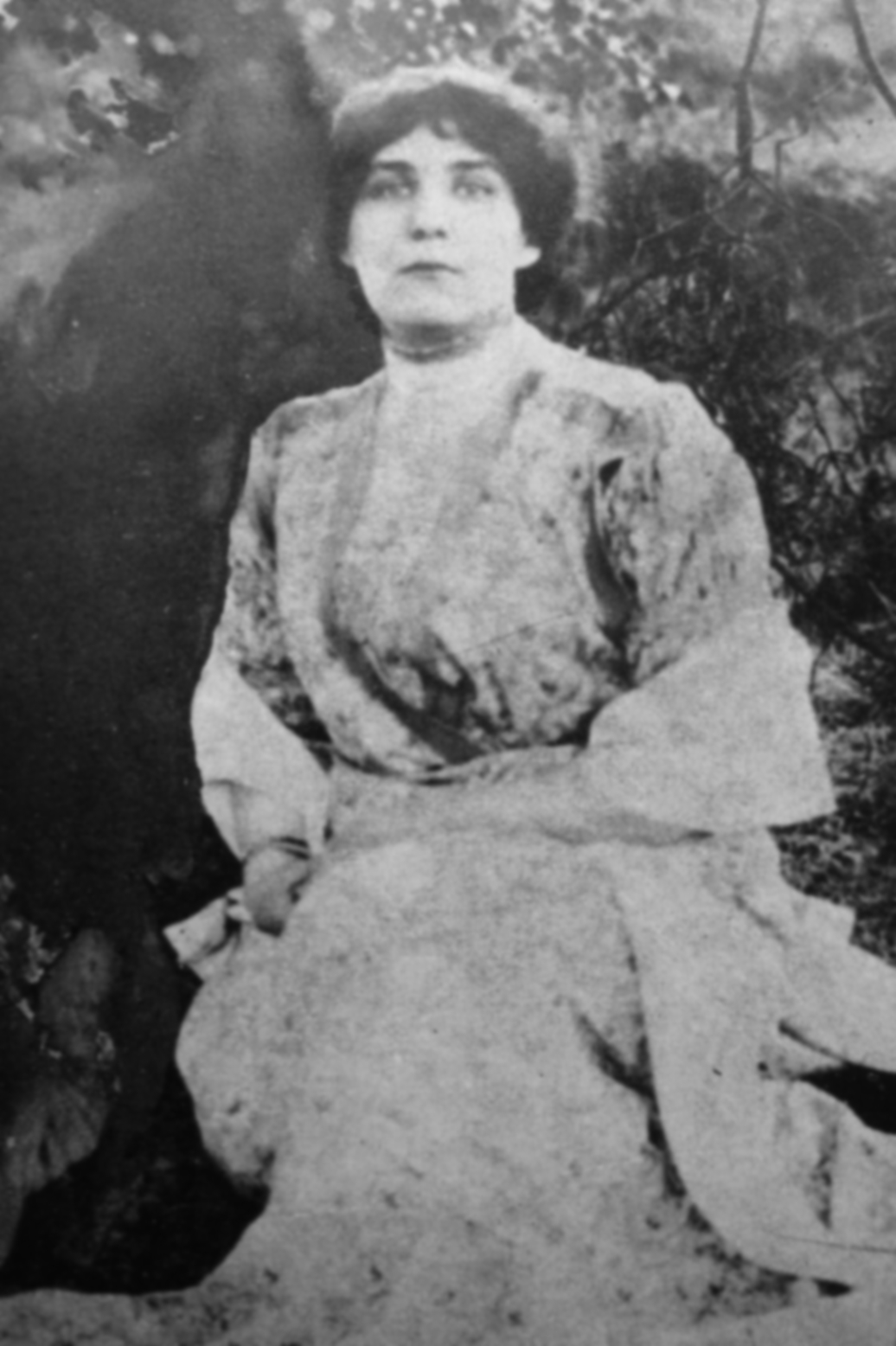
Zofia Nałkowska
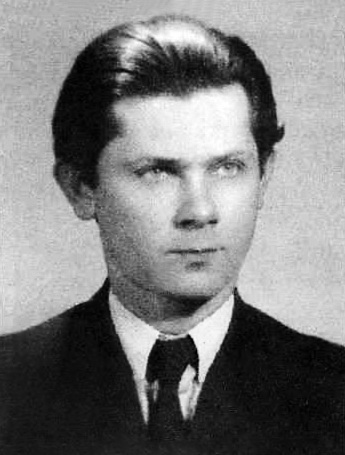
Zbigniew Herbert